# John Bellany
John Bellany (Cockenzie and Port Seton, East Lothian, 18 de junho de 1942 — 28 de agosto de 2013) foi um pintor escocês.

## Biografia
Jhon Bellany nasceu em Porto Seton. Durante a década de 1960, ele estudou na Academia de Arte de Edimburgo e, em seguida, no Colégio Real de Artes, em Londres. 
Em grande parte do seu trabalho, tem-se inspirado a partir de comunidades costeiras de onde veio. As pinturas de Bellany incluem a comunidade de pescadores, ou óleos de portos, a pesca ou retratos de pessoas da comunidade. Seus problemas de saúde que conduziu a um transplante de fígado, também inspirado obras. 
Uma recente mudança para Barga, na Toscana, Itália mudou drasticamente o seu trabalho, que agora está mostrando um grande optimismo enfatizando a utilização da cor gama. 

## Obras
Seu trabalho é considerado em alguns países um dos maiores trabalhos do mundo da arte, incluindo a coleção do Museu de Arte Moderna de Nova York, Museu Metropolitano de Nova Iorque e Tate Britain, em Londres. Bellany foi premiado com o CBE.